# اثینا ریچل سنگاری
اثینا ریچل سنگاری (به یونانی: Αθηνά Ραχήλ Τσαγγάρη؛ زادهٔ ۲ آوریل ۱۹۶۶) فیلم‌ساز اهل یونان است که بر روی پروژه‌هایی همچون بازی‌های المپیک ۲۰۰۴ نیز کار کرده‌است.

## فیلم‌شناسی

### فیلم‌های بلند

#### کارگردان
- آتنبرگ (۲۰۱۰)

- شوالیه (۲۰۱۵)

- خرمن (۲۰۲۴)

#### فیلم‌نامه‌نویس
- آتنبرگ (۲۰۱۰)

- شوالیه (۲۰۱۵)

- خرمن (۲۰۲۴)